# Ramana (Azerbaijão)

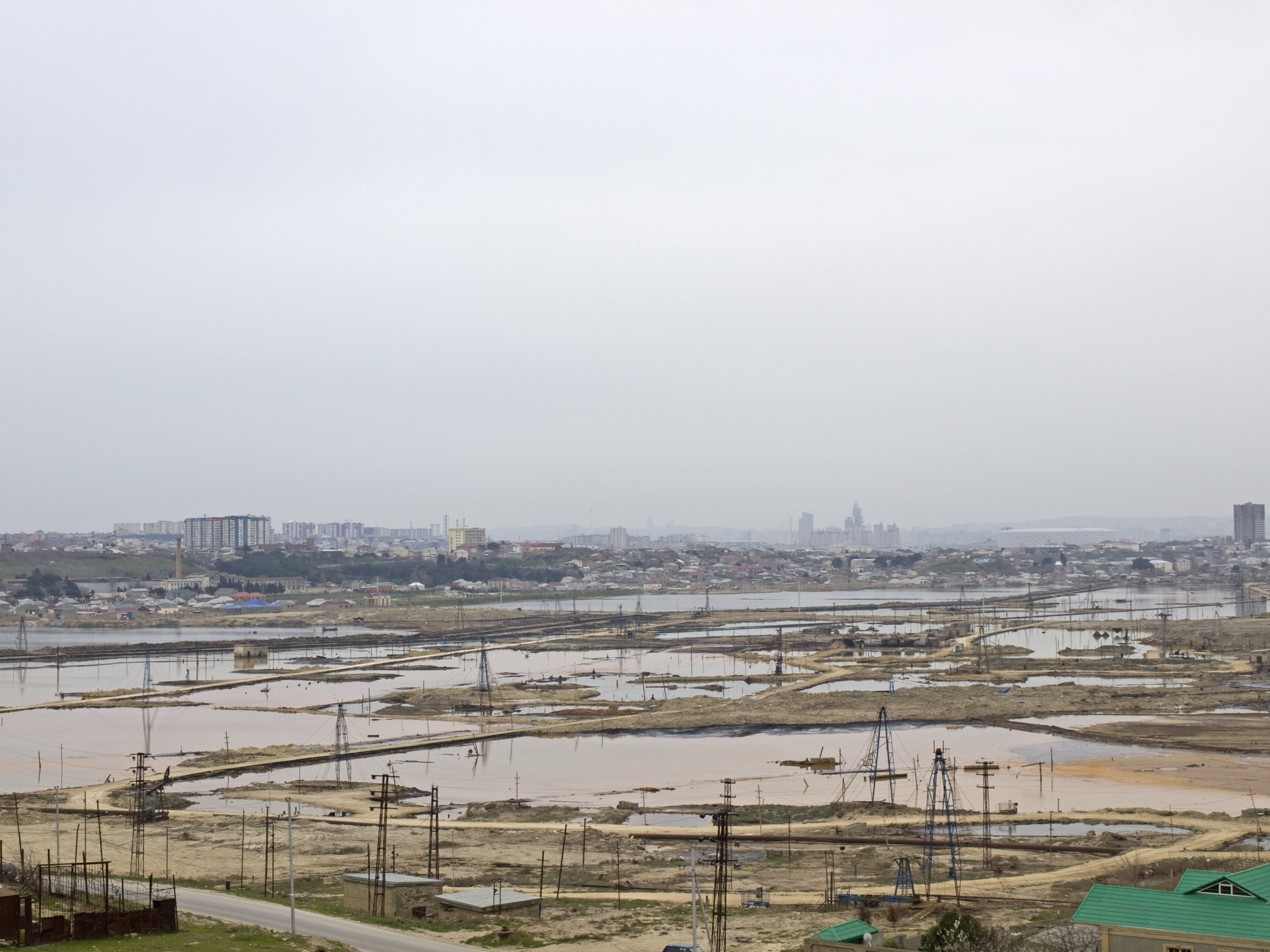

Ramana, também escrito Ramany, Romana (em azeri:  Ramana, Ramanı) é um município do Azerbaijão, no raion Sabunchu de Baku, com população (2005): 8.800.
O povoado foi provavelmente fundado por tropas do Império Romano sob Lucius Julius Maximus e parte da Legio XII Fulminata por volta de 84 - 96 d.C. e deriva o seu nome do latim Romana.
Pontos de interesse locais incluem o castelo de quatro andares de meados do século XIV d.C. e a mesquita, de 1323 d.C. O castelo tem muralhas com espessura de 1,5 m e uma torre retangular ( 9 x 7,5 m e altura de 13m).